# عدد ليستينغ
في الرياضيات يعتبر عدد ليستينغ الخاص بـالفضاء الطوبولجي كمية ثابتة طوبولوجية معينة قدمها يوهان بنيديكت ليستينغ. حيث يوجد أربعة أرقام ليستنغية ترتبط بالفضاء. فأصغر الأرقام الليستينغية يحصي عدد المكونات المتصلة بالفضاء، وهذا يعتبر مساويًا للقيمة الصفرية لـأعداد بيتي.